# Gräfenhausen
Gräfenhausen is een plaats in de Duitse gemeente Weiterstadt, deelstaat Hessen, en telt 5624 inwoners (2007).

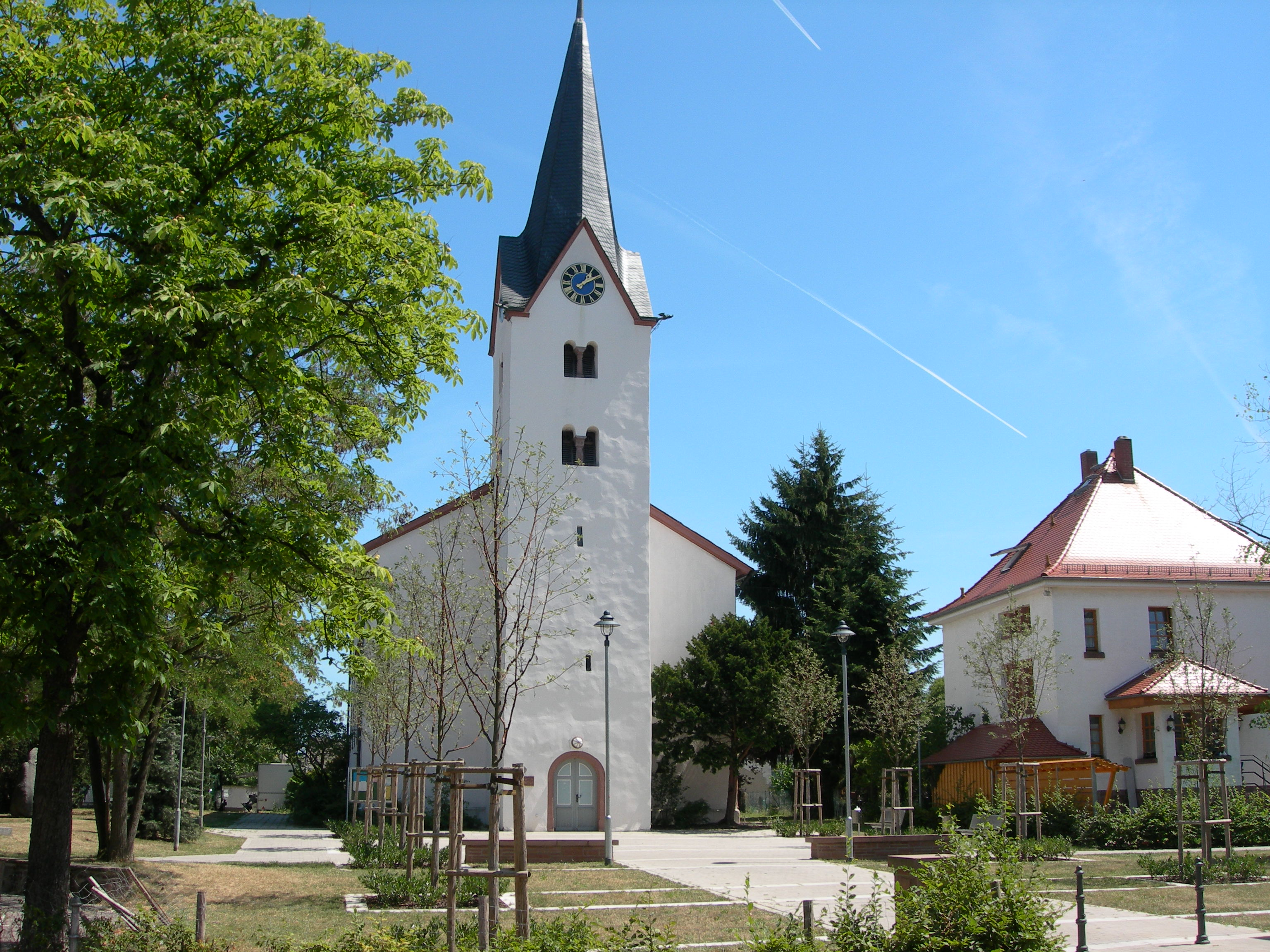
Kerk